# Kereyagalahalli, Koratagere
Kereyagalahalli là một làng thuộc tehsil Koratagere, huyện Tumkur, bang Karnataka, Ấn Độ.